# カラム・イブラヒム
カラム・イブラーヒーム・ガービル（阿: كرم ابراهيم جابر、英: Karam Mohammed Ibrahim Gaber、1979年9月1日 - ）は、エジプトのレスリング選手。アレクサンドリア県アレクサンドリア出身。オリンピックに3度出場、金メダルと銀メダルを各1個獲得している。
エジプトの報道では、كرم جابر（カラム・ガービル）と書かれている。
エジプト最高のレスラーと言われ、体の大きさに比べてスピードがあり、そのスピードとパワーで対戦相手をぬいぐるみのように投げ飛ばすことができる。
柔道家のアリ・アブデルアジズは従兄弟。

## 来歴
15歳からボクシングも行い、エジプト代表チームに入ったこともある。
2004年アテネオリンピックレスリンググレコローマンスタイル96kg級で金メダルを獲得。
2004年12月31日、K-1 PREMIUM 2004 Dynamite!!において藤田和之と対戦し、1R1分7秒でKO負け。
2008年北京オリンピックレスリング・グレコローマンスタイル96kg級13位。開会式では旗手を務めた。
階級を下げて臨んだ2012年ロンドンオリンピックグレコローマンスタイル84kg級では銀メダルを獲得した。

## 戦績
| 総合格闘技 戦績 | 総合格闘技 戦績 | 総合格闘技 戦績 | 総合格闘技 戦績 | 総合格闘技 戦績 | 総合格闘技 戦績 | 総合格闘技 戦績 |
| --------------- | --------------- | --------------- | --------------- | --------------- | --------------- | --------------- |
| 1 試合          | (T)KO           | 一本            | 判定            | その他          | 引き分け        | 無効試合        |
| 0 勝            | 0               | 0               | 0               | 0               | 0               | 0               |
| 1 敗            | 1               | 0               | 0               | 0               | 0               | 0               |

| 勝敗 | 対戦相手 | 試合結果               | 大会名                      | 開催年月日     |
| ×    | 藤田和之 | 1R 1:07 KO（右フック） | K-1 PREMIUM 2004 Dynamite!! | 2004年12月31日 |